# Smoke on the Water
〈Smoke on the Water〉는 영국의 하드 록 밴드 딥 퍼플의 곡이다. 이 곡은 1972년 그들의 음반 《Machine Head》에 처음 발매되었다. 2010년, 《롤링 스톤》은 이 노래를 434위로 "역사상 가장 위대한 노래 500곡" 목록에 올랐고, 《토탈 기타》의 가장 위대한 기타 리프에서 4위를 차지했고, 그리고 2005년 3월, 《Q 잡지》는 〈Smoke on the Water〉를 100대 기타 트랙 목록에 12위에 올랐다.

## 구성
〈Smoke on the Water〉는 기타리스트 리치 블랙모어가 개발한 중심 테마로 알려져 있고 알아볼 수 있다. G단조의 4음 블루스 스케일 멜로디이며, 4음 음계 선율로 조화를 이룬다. 블랙모어가 펜더 스트라토캐스터 일렉트릭 기타를 연주한 리프는 후에 하이호트와 왜곡된 장기, 그리고 나머지 드럼들, 그리고 이언 길런의 시작 전에 일렉트릭 베이스 부품들로 결합된다.

## 역사
1971년 12월 4일 딥 퍼플은 몽트뢰 카지노(노래 가사에서 "도박집"이라고 함)의 일부인 엔터테인먼트 단지의 모바일 녹음 스튜디오(롤링 스톤스에서 임대되어 롤링 스톤스 이동식 스튜디오로 알려져 있으며 가사에서 "롤링 트럭 스톤스 같은 것" 및 "모바일"로 지칭된다)를 사용하여 음반(《Machine Head》)을 녹음하기 위해 스위스 몽트뢰에 있었다.
녹음 세션 전날, 카지노 극장에서 프랭크 자파와 마더스 오브 인벤션와의 콘서트가 열렸다. 이것은 카지노 단지가 매년 겨울 보수 공사를 위해 문을 닫기 전 극장의 마지막 콘서트였고, 딥 퍼플은 그곳에서 녹음할 수 있었다. 〈King Kong〉에서 돈 프레스턴의 합성기 솔로가 시작될 때, "some stupid with a flare gun(어던 플레어 건을 가진 멍청이)"라는 가사에서 언급했듯이, 청중 중 누군가가 등나무로 덮인 천장을 향해 플레어 건을 발사했을 때 그곳은 갑자기 불이 났다. 큰 부상자는 없었지만, 결과적으로 발생한 화재로 마더스의 모든 장비와 함께 카지노 단지 전체가 파괴되었다. 노래 제목이 된 "smoke on the water(물 위의 연기)"(베이시스트 로저 글로버가 며칠 후 꿈에서 깨어났을 때 제목이 어떻게 떠올랐는지에 대해 언급한)는 딥 퍼플의 멤버들이 호텔에서 지켜보는 가운데 불타는 카지노에서 제네바 호수 위로 번지는 연기를 언급했다. 글로버는 "아마도 제가 지금까지 본 것 중 가장 큰 화재였을 것입니다. 그것은 거대한 건물이었습니다. 처음에는 큰 화재가 아닌 것처럼 보였기 때문에, 밖으로 나가는 것에 대한 공포가 거의 없었던 것으로 기억합니다. 하지만, 그것이 잡히자, 그것은 불꽃놀이처럼 올라갔습니다."

## 참여 인원
- 리치 블랙모어 – 기타
- 이언 길런 – 리드 보컬
- 로저 글로버 – 베이스
- 존 로드 – 해먼드 오르간
- 이언 페이스 – 드럼

## 같이 보기
- 블루스 록